# Eupithecia insolabilis
Eupithecia insolabilis là một loài bướm đêm trong họ Geometridae.